# Santa Maria della Pace

De Santa Maria della Pace is een kerk in Rome, gelegen in de nabijheid van Piazza Navona en de Santa Maria dell'Anima.

## Geschiedenis en naam
De bouw van de kerk startte omstreeks 1480 op last van paus Sixtus IV, en duurde tot 1484 tijdens het pontificaat van Innocentius VIII; de architect was vermoedelijk Baccio Pontelli. Rond 1656 werd de kerk op last van paus Alexander VII gerestaureerd door Pietro da Cortona. Bij die gelegenheid voegde hij er ook de barokke gevel met de halfronde portiek aan toe.
De Italiaanse naam van de kerk betekent "Onze Lieve Vrouw van de Vrede". Hij is afgeleid van het schilderij genaamd "Madonna della Pace" dat wordt bewaard op het hoogaltaar. Voor deze naam worden uiteenlopende verklaringen geboden:
- In de portiek van de kapel[1] die voordien op deze plaats stond zou zich een wonder hebben voorgedaan: een gokker zou uit woede om een verloren spel een steen hebben gegooid naar het schilderij van Maria dat daar hing, waarop de beeltenis begon te bloeden. Volgens een andere versie begon de afbeelding te bloeden nadat een dronken soldaat ze met zijn zwaard had doorboord. Op het bericht van dat wonder bracht paus Sixtus IV een bezoek aan de gewonde Madonna en besloot hij voor haar een kerk van de vrede te bouwen.[2] Het is dit schilderij van de Madonna dat nog steeds wordt bewaard op het hoogaltaar van de kerk.
- Een andere versie stelt dat paus Sixtus IV met de bouw van deze kerk de gelofte heeft vervuld die hij had gedaan als de samenzwering van de familie Pazzi in Florence niet tot een oorlog zou leiden.[3]
- Nog een andere verklaring van de naam verwijst naar de Vrede van Bagnolo, die een einde maakte aan de oorlog tussen de Republiek Venetië en Ercole I d'Este, hertog van Ferrara.[4][5]

## Beschrijving van de kerk

### Gevel
In 1656 kreeg de kerk een barokke façade, ontworpen door Pietro da Cortona. Centraal is de halfronde portiek met Dorische zuilen die alle aandacht trekt op dit kleine pleintje doordat hij ver vooruitspringt. De achterwand van deze gevel is concaaf; met een smalle boog overspant hij elk van beide aangrenzende straatjes.
Op de portiek staat de Latijnse tekst te lezen: "Suscipiant montes pacem populo et colles iustitiam". Deze regels komen uit Psalm 72 en betekenen: Mogen de bergen het volk vrede brengen en de heuvels rechtvaardigheid. In de tondo's links en rechts op de gevel zijn in laagreliëf de belangrijkste pausen afgebeeld die tot de bouw van deze kerk hebben bijgedragen: rechts Sixtus IV die de kerk heeft laten bouwen in 1482 en links Alexander VII die ze in 1656 heeft laten restaureren.

### Schip
De kerk bestaat uit een kort schip dat uitgeeft op het achthoekige centrale gedeelte van de kerk, voor het hoofdaltaar. Het schip heeft geen zijschepen maar wel twee kapellen aan weerszijden: rechts de kapellen van de families Chigi en Cesi, links die van de families Pontezzi en Mignanelli.

#### Chigi-kapel

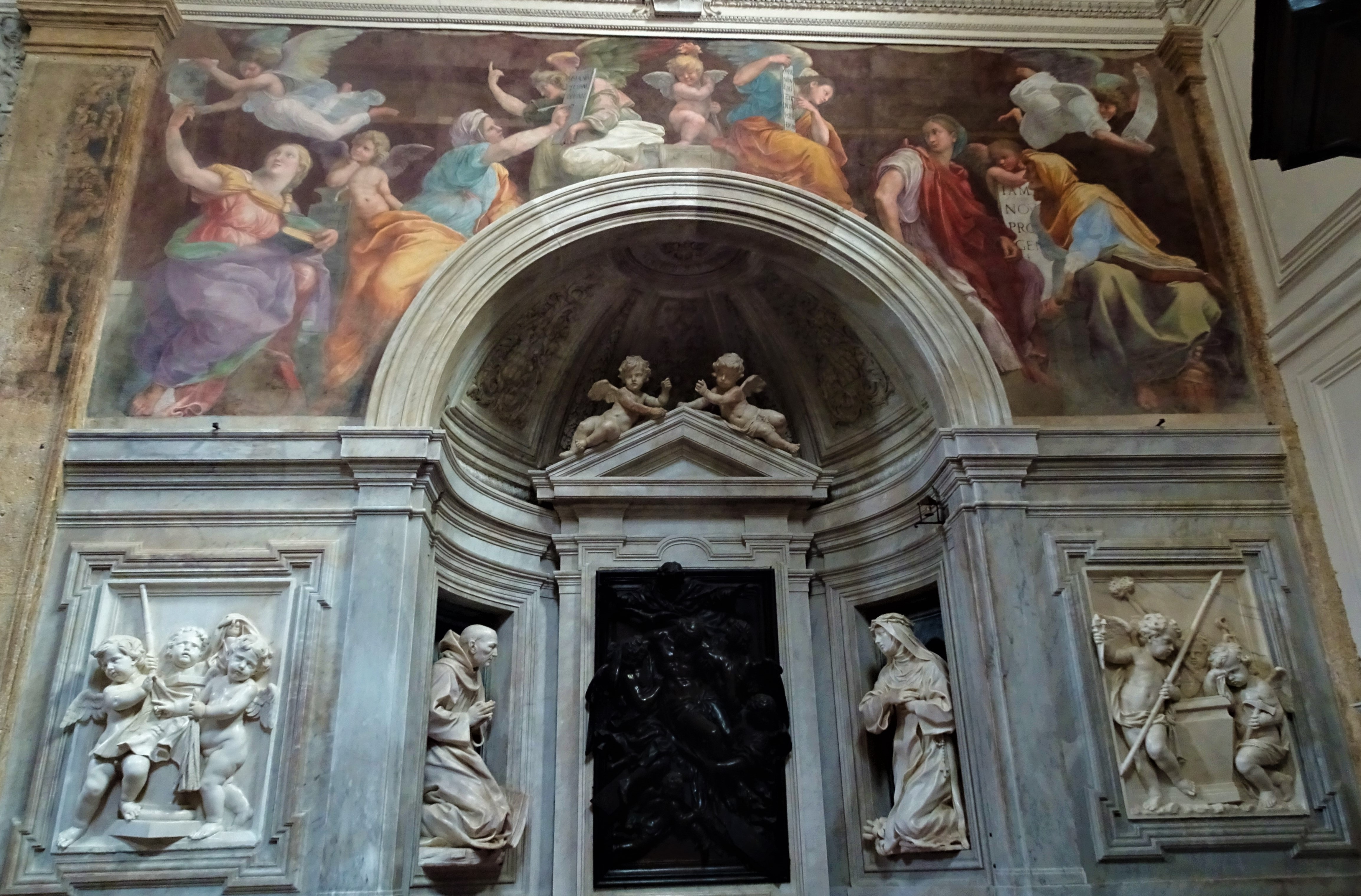
De Chigi-kapel: fresco van de Sibillen (Rafaël).
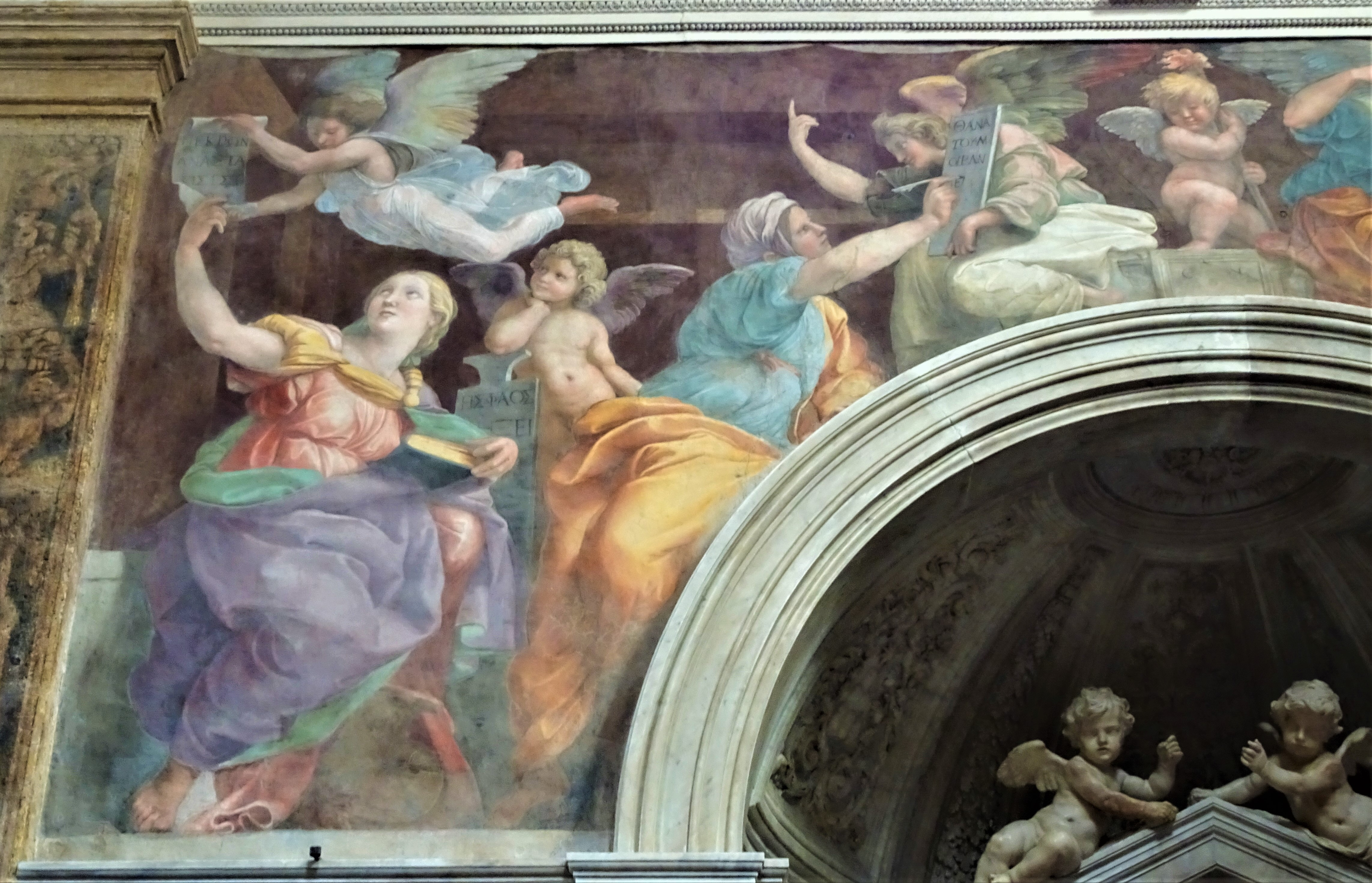
De Sibille van Cumae en de Perzische Sibille.
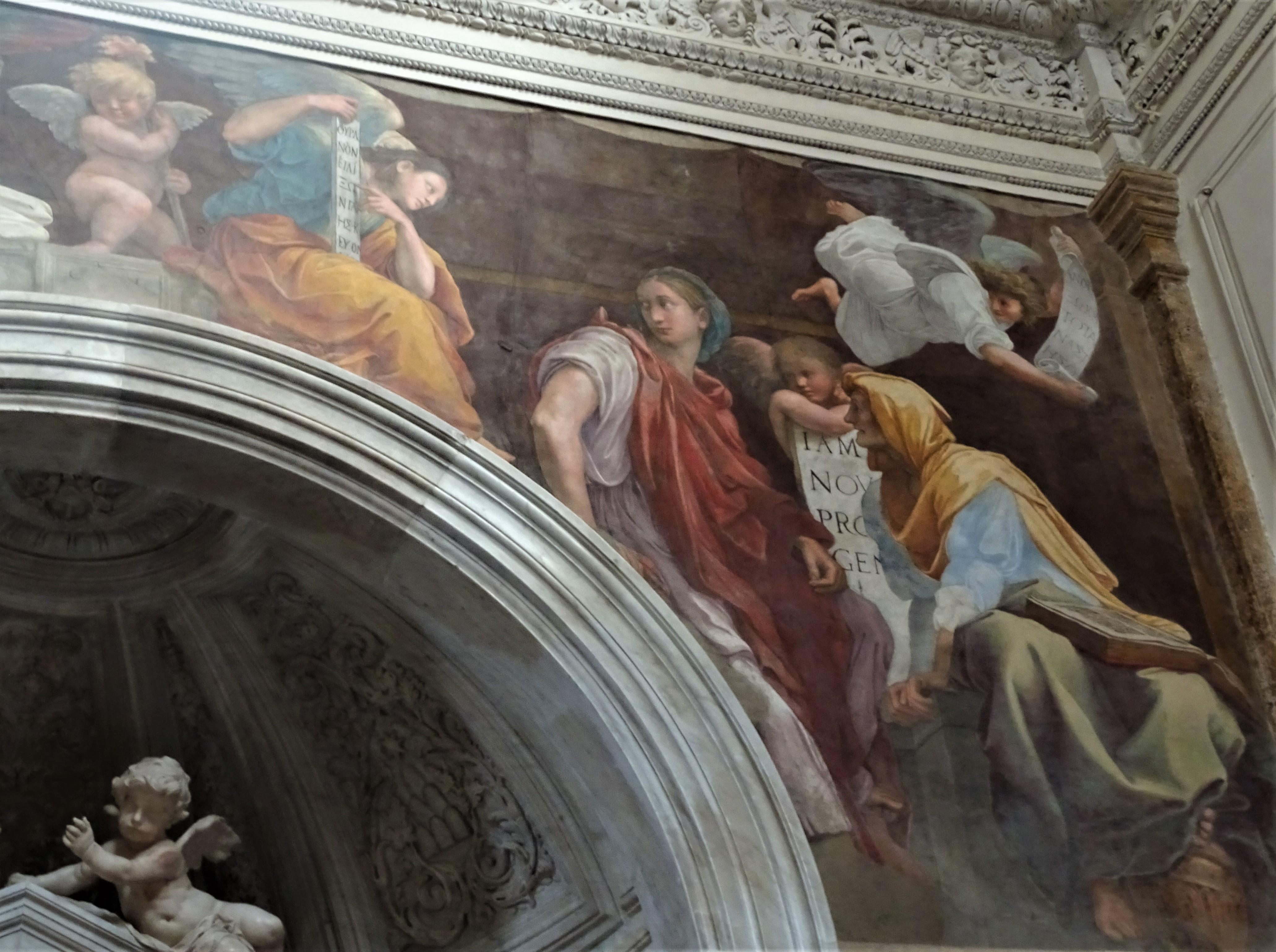
De Frygische Sibille en de Sibille van Tibur.
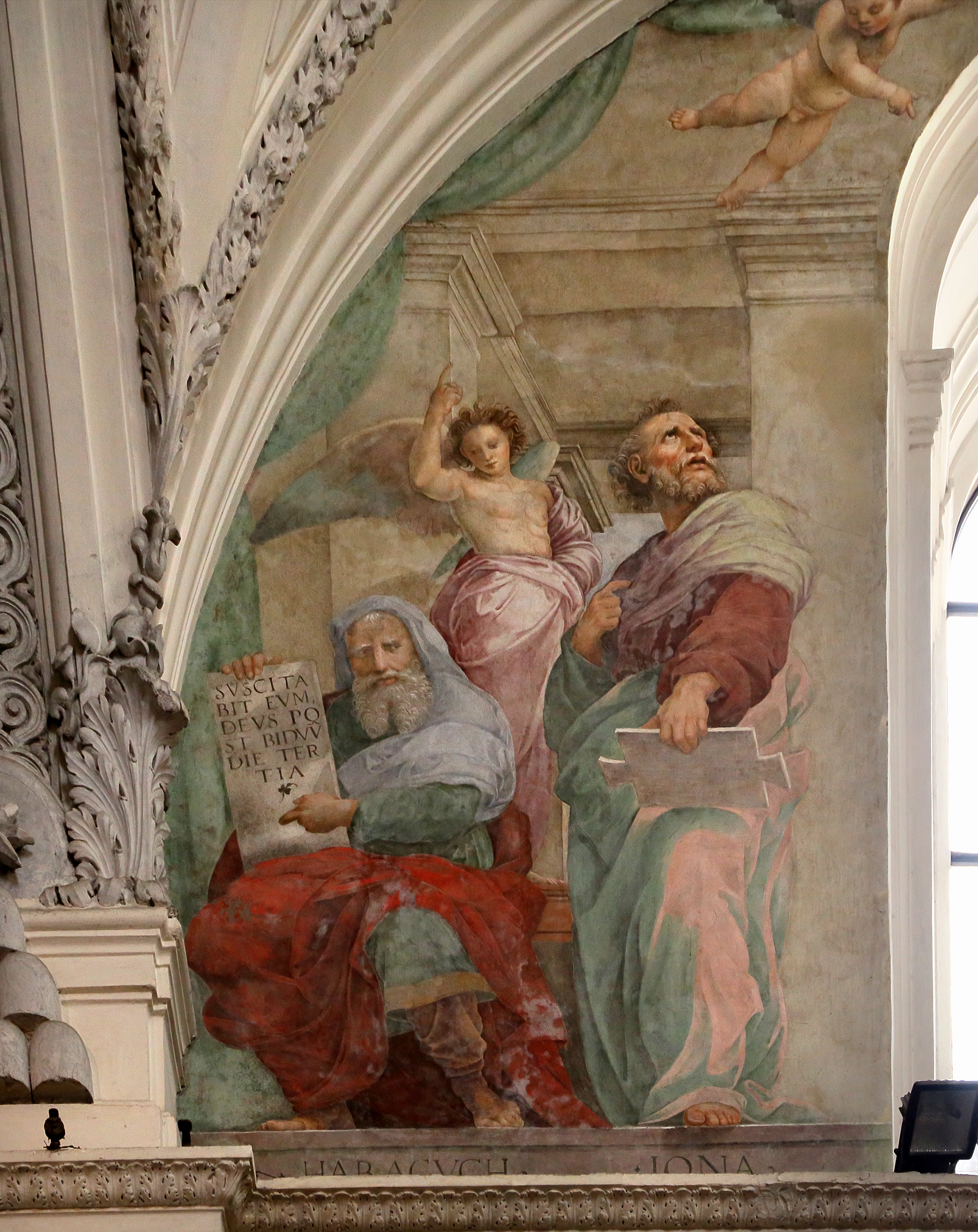
De profeten Habakuk en Jonas.
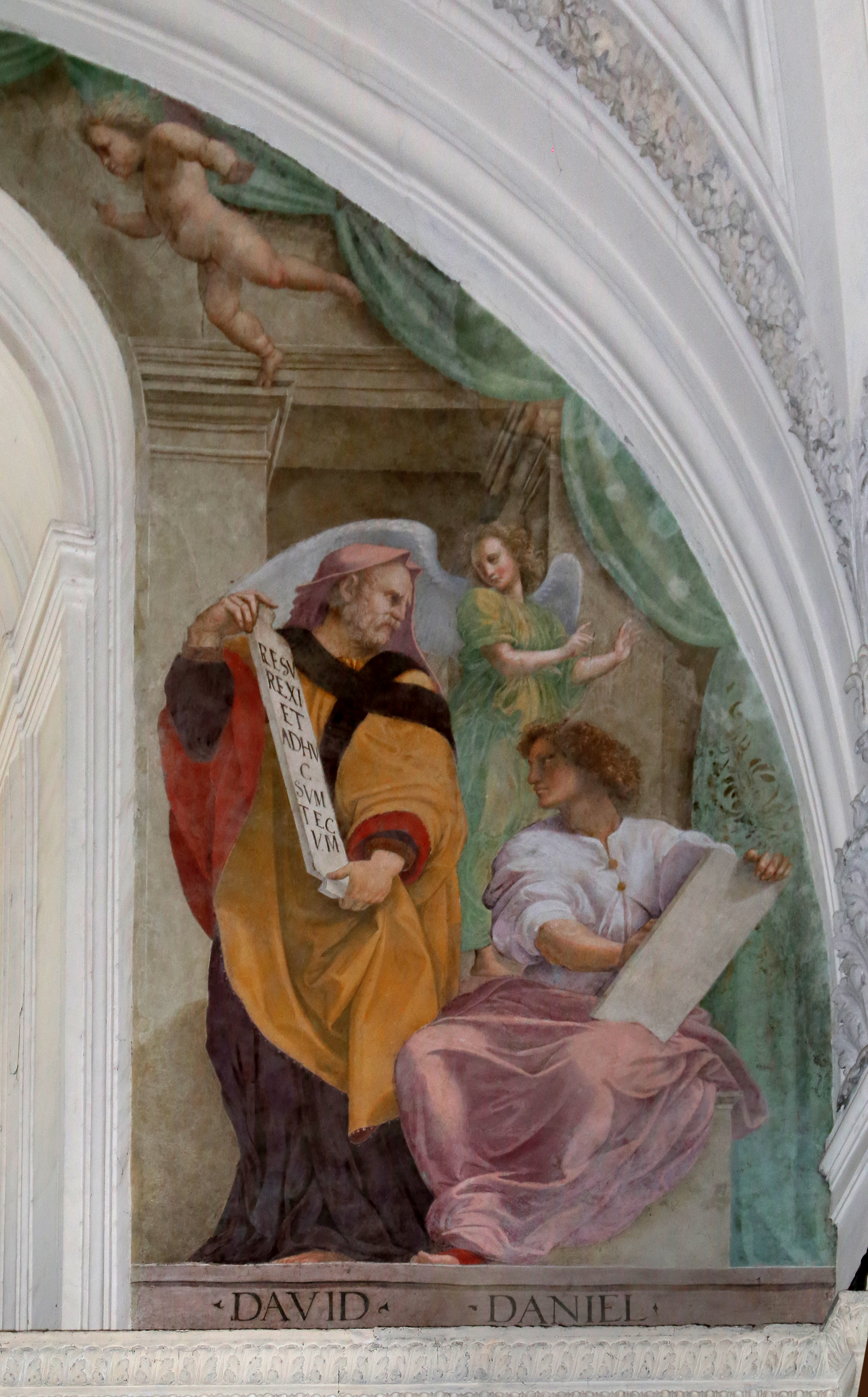
De profeten David en Daniel.

De architectuur van de eerste kapel aan de rechterzijde is ontworpen door de schilder Rafaël in opdracht van de Sienese bankier Agostino Chigi. Het bronzen altaarreliëf stelt Christus voor die na zijn kruisiging wordt gedragen door engelen; links en rechts zijn marmeren beelden die de Sienese heiligen Catherina en Bernardinus voorstellen.
Het fresco rondom de boog is van de hand van Rafaël (1514) en stelt vier sibillen voor die de boodschappen van God lezen die hen worden overgebracht door engelen, en die de geboorte van Christus en de verrijzenis van de doden voorspellen. Tussen de vier sibillen in staan drie "putti" (kinderlijke engelfiguurtjes). Deze voorstelling van de sibillen verraadt de invloed van het werk van Michelangelo aan het gewelf van de Sixtijnse kapel (1512). De compositie van Rafaël valt op door haar kleurenrijkdom, de variatie in de houdingen van de sibillen en de engelen, hun doordachte opstelling rondom de boog, de afwisseling tussen boeken en schriftrollen, de verschillende leeftijden van de sibillen en de sierlijke plooienval van hun gewaden.
Het fresco met de profeten boven de boog is eveneens ontworpen door Rafaël maar werd uitgevoerd door zijn medewerkers. Links staan de profeten Habakuk en Jona, en rechts David en Daniel.

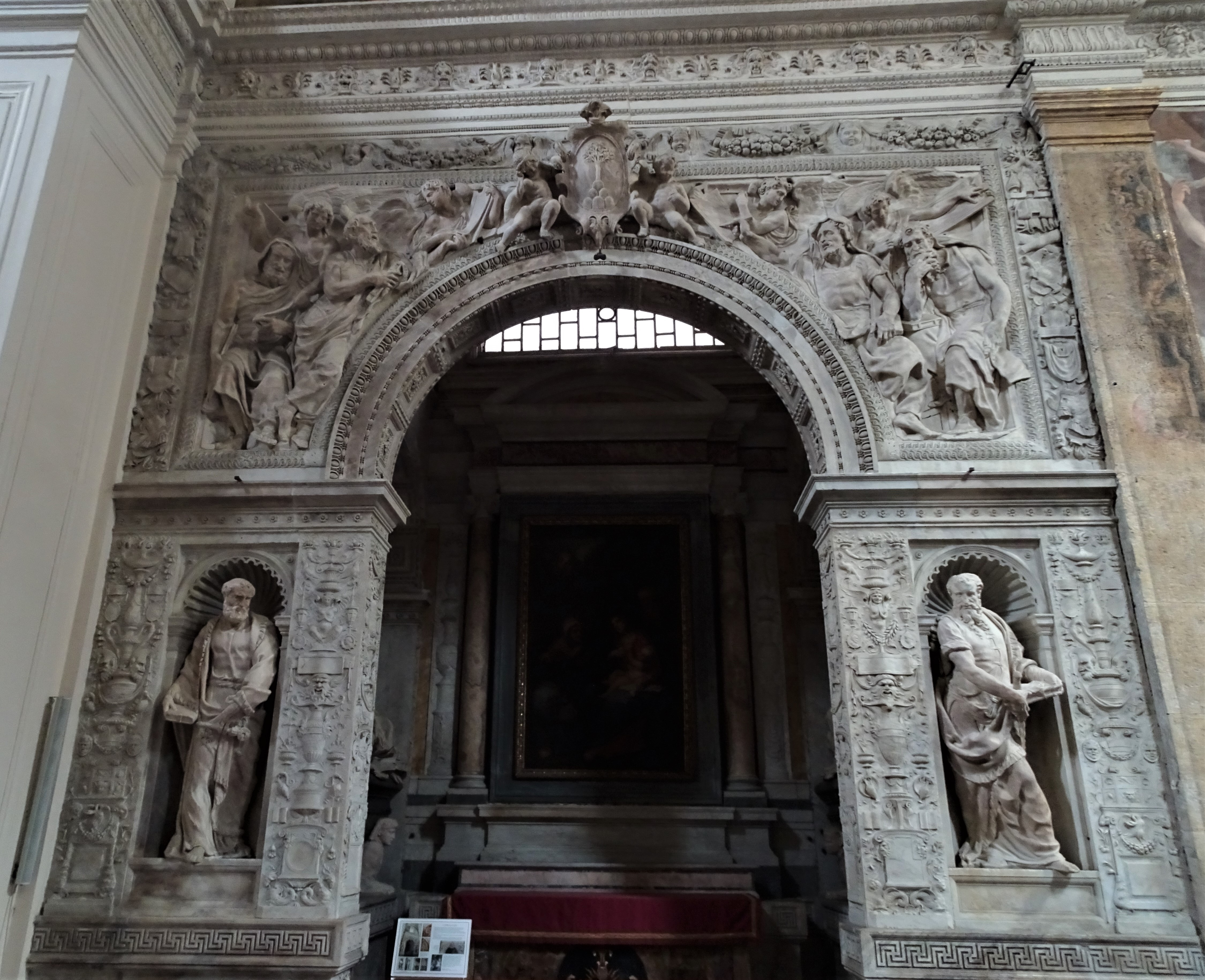
Cesi-kapel.
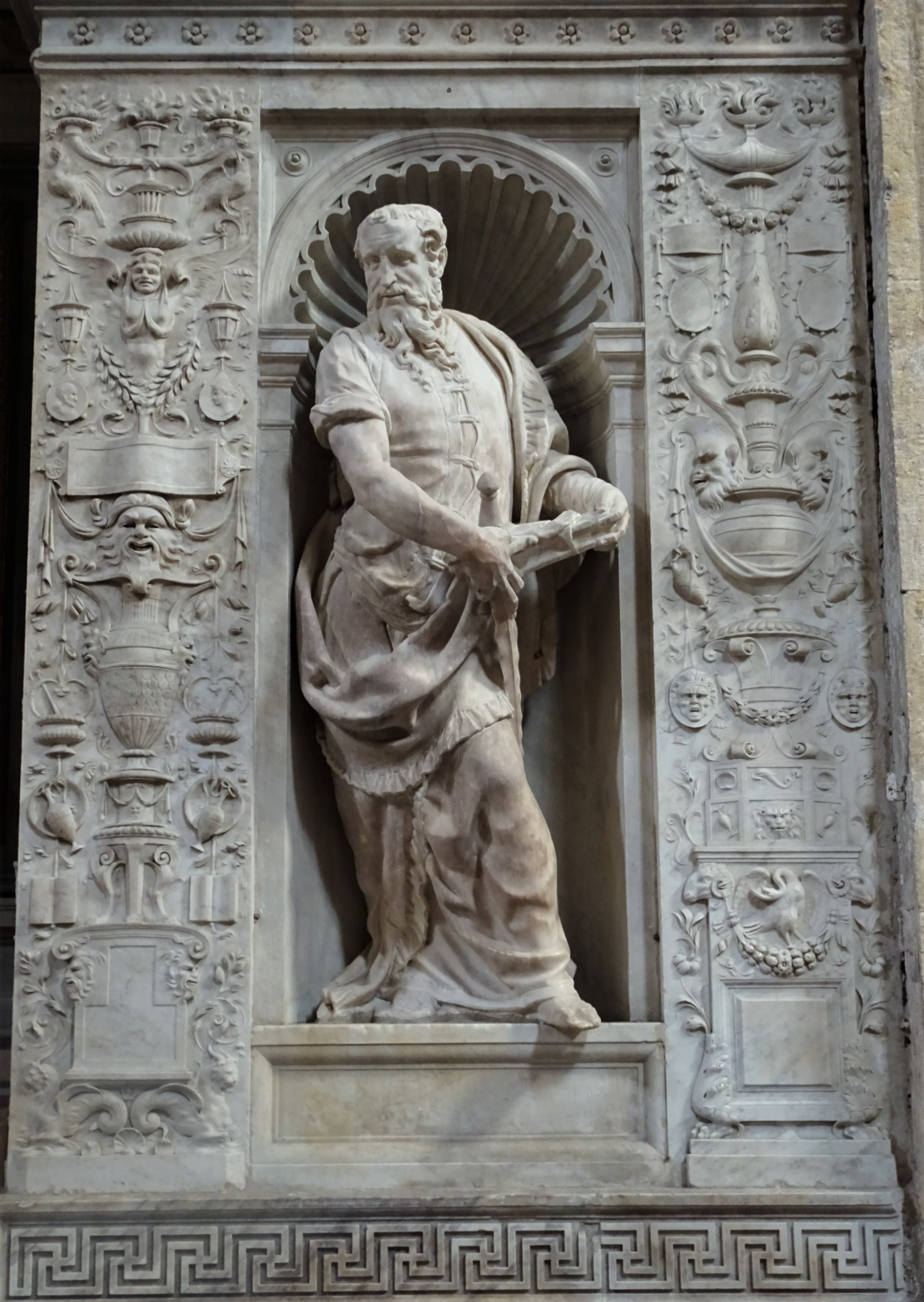
De apostel Paulus.
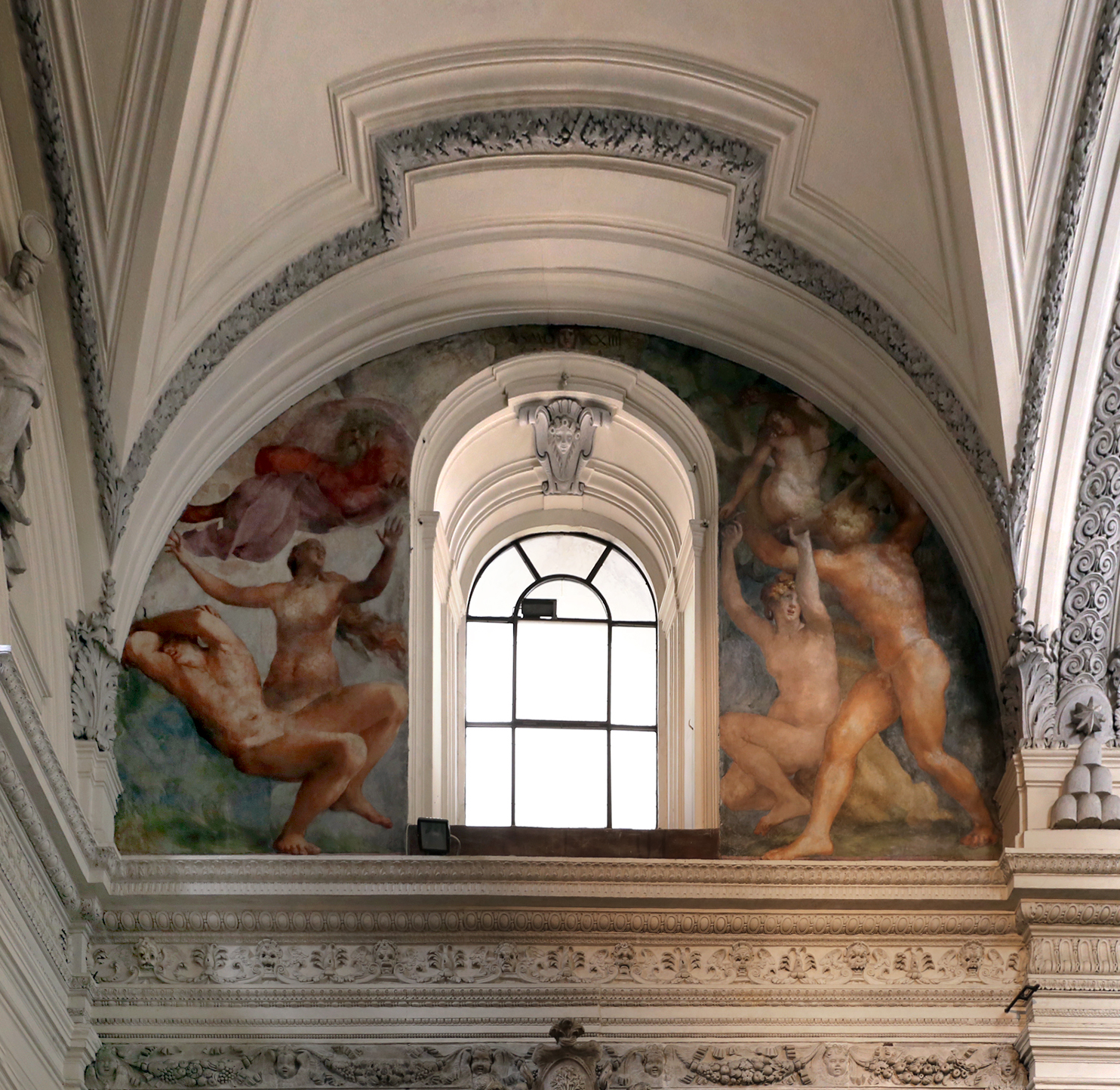
Rosso Fiorentino: de schepping van Eva, en de Zondeval.
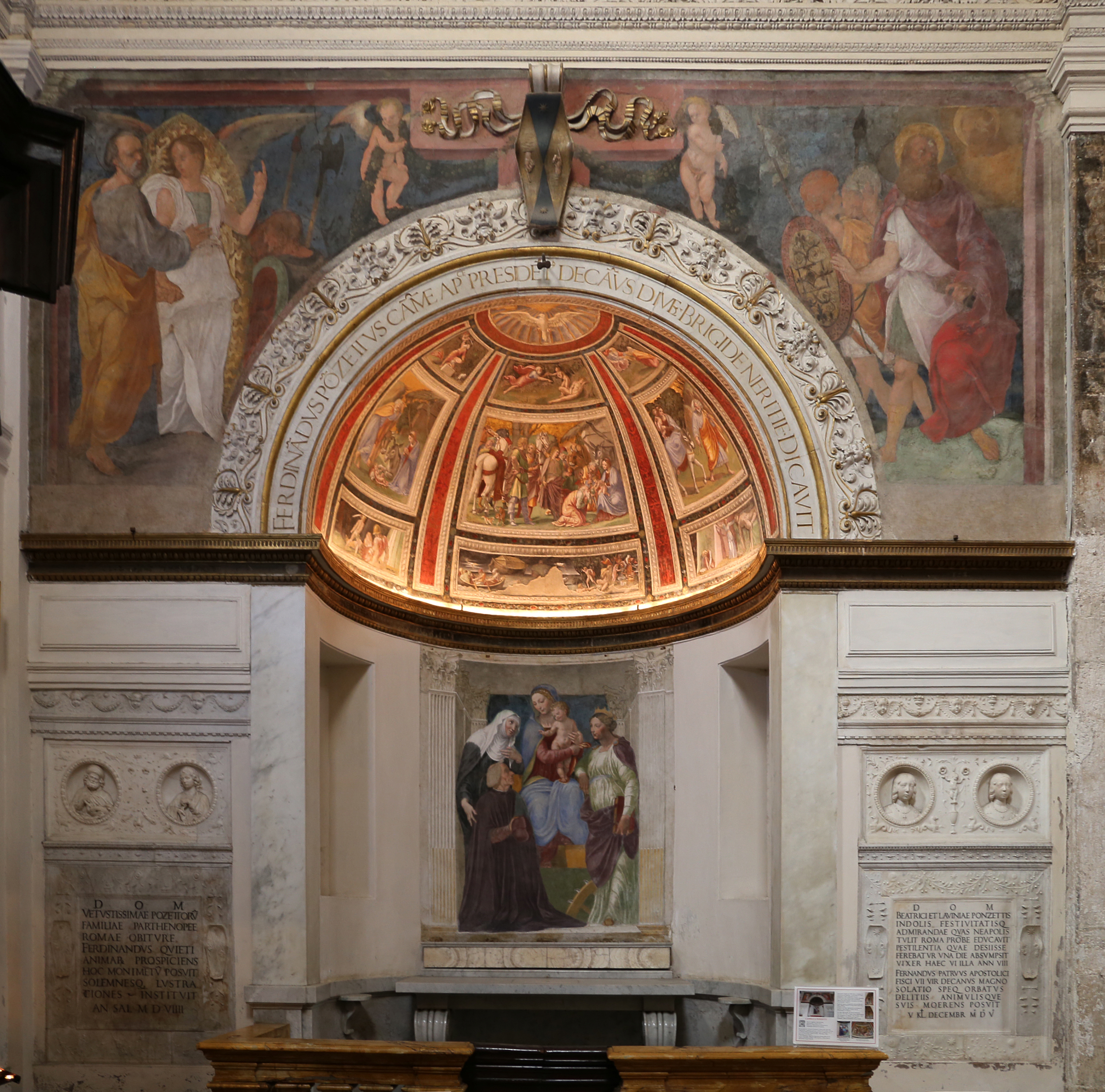
De Ponzetti-kapel, met fresco's van Baldassare Peruzzi.
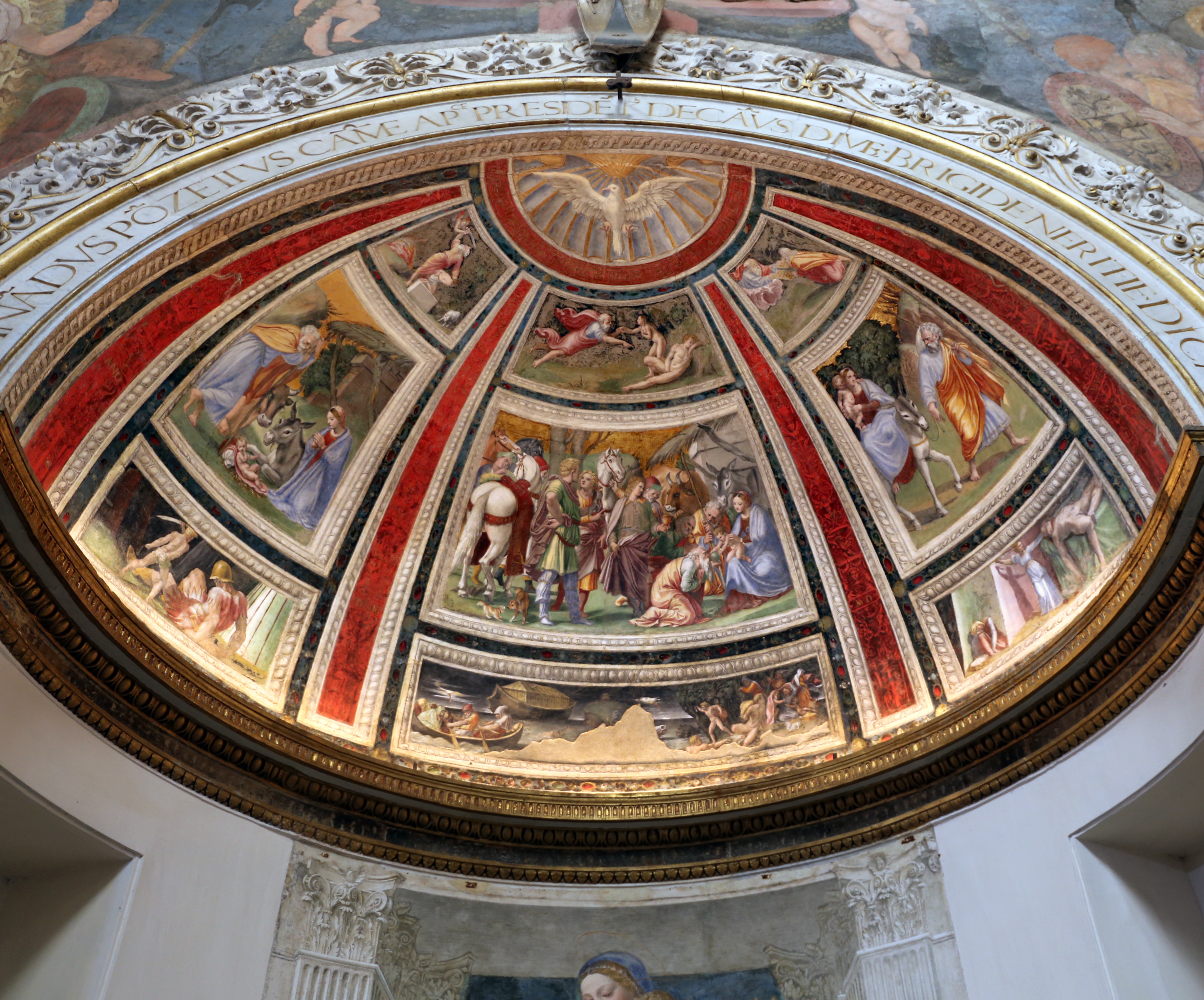
Baldassare Peruzzi: scènes uit het Oude en het Nieuwe Testament.
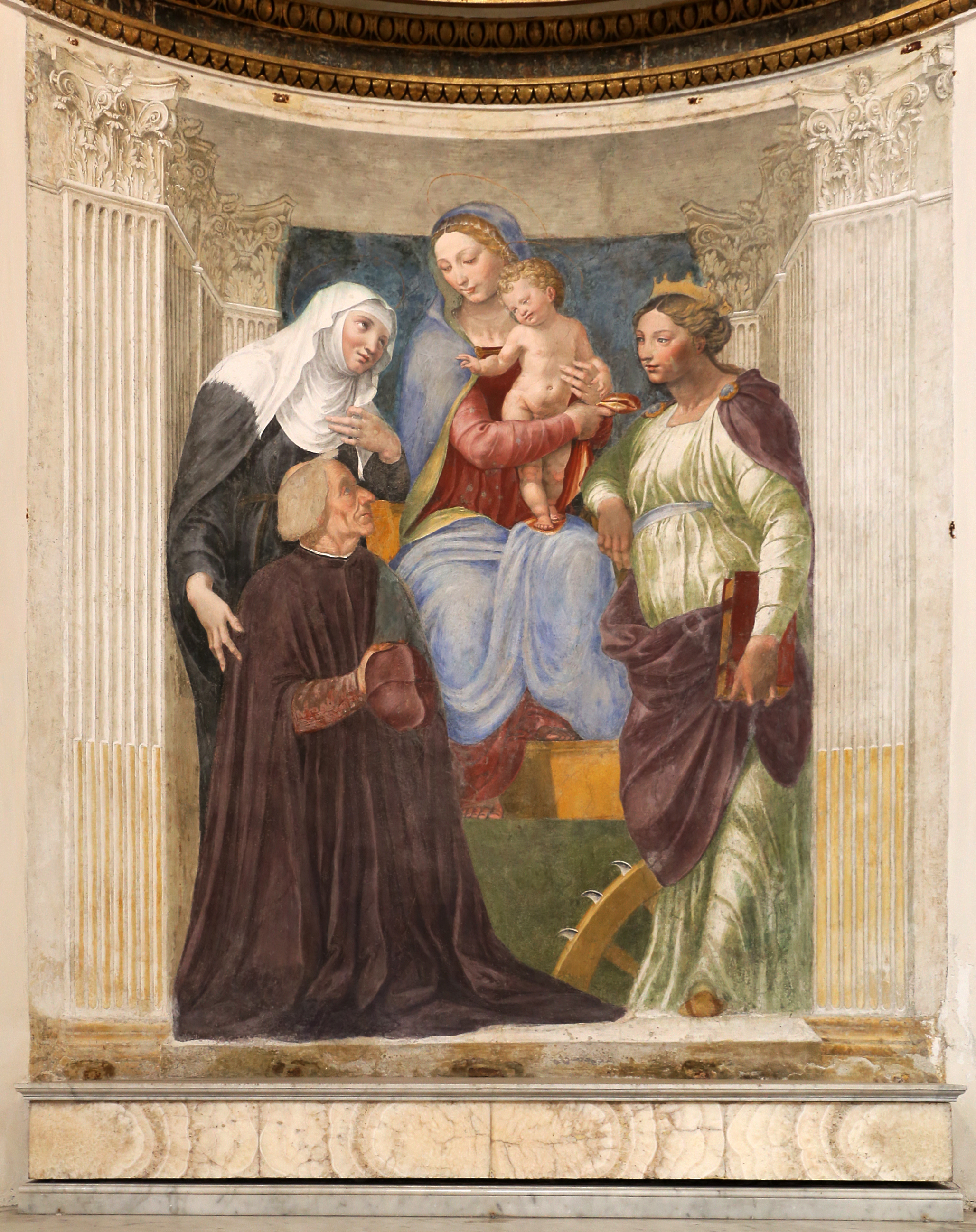
Baldassarre Peruzzi: de heiligen Brigida en Catherina bevelen kardinaal Ferdinando Ponzetti aan bij Maria.

#### Cesi-kapel
De tweede kapel rechts is van de familie Cesi en is architecturaal ontworpen door Antonio da Sangallo de Jongere (1525). In de kapel staan de sarcofagen van Angelo Cesi en zijn vrouw Francesca. Aan de buitenzijde van deze kapel staan beelden van de apostelen Petrus en Paulus (werk van Vincenzo de Rossi) opgesteld in nissen die zijn omkaderd met een rijkelijke sculptuur in renaissancestijl (werk van Simone Mosca). Het reliëf boven de boog (eveneens van Vincenzo de Rossi) stelt profeten en engelen voor. Het fresco daarboven verbeeldt de Schepping van Eva en de Zondeval (werk van Rosso Fiorentino).

#### Ponzetti-kapel
De eerste kapel aan de linkerzijde is van de familie Ponzetti en dateert uit 1505-1509. De fresco's zijn gemaakt door Baldassare Peruzzi (1516). Het altaarfresco toont hoe kardinaal Ferdinando Ponzetti door de heiligen Brigida en Catherina van Alexandrië wordt aanbevolen aan Maria. In de concha zijn taferelen van het Oude en het Nieuwe Testament uitgebeeld. In de middelste strook: kersttafereel; de aanbidding der koningen; de vlucht naar Egypte.

#### Mignanelli-kapel
De tweede kapel aan de linkerzijde is van de familie Mignanelli. Het fresco in de lunet boven de boog is van Filippo Lauri (1657) en stelt de verdrijving uit het Aards paradijs en de familie van Adam voor.

### Centrale gedeelte van de kerk

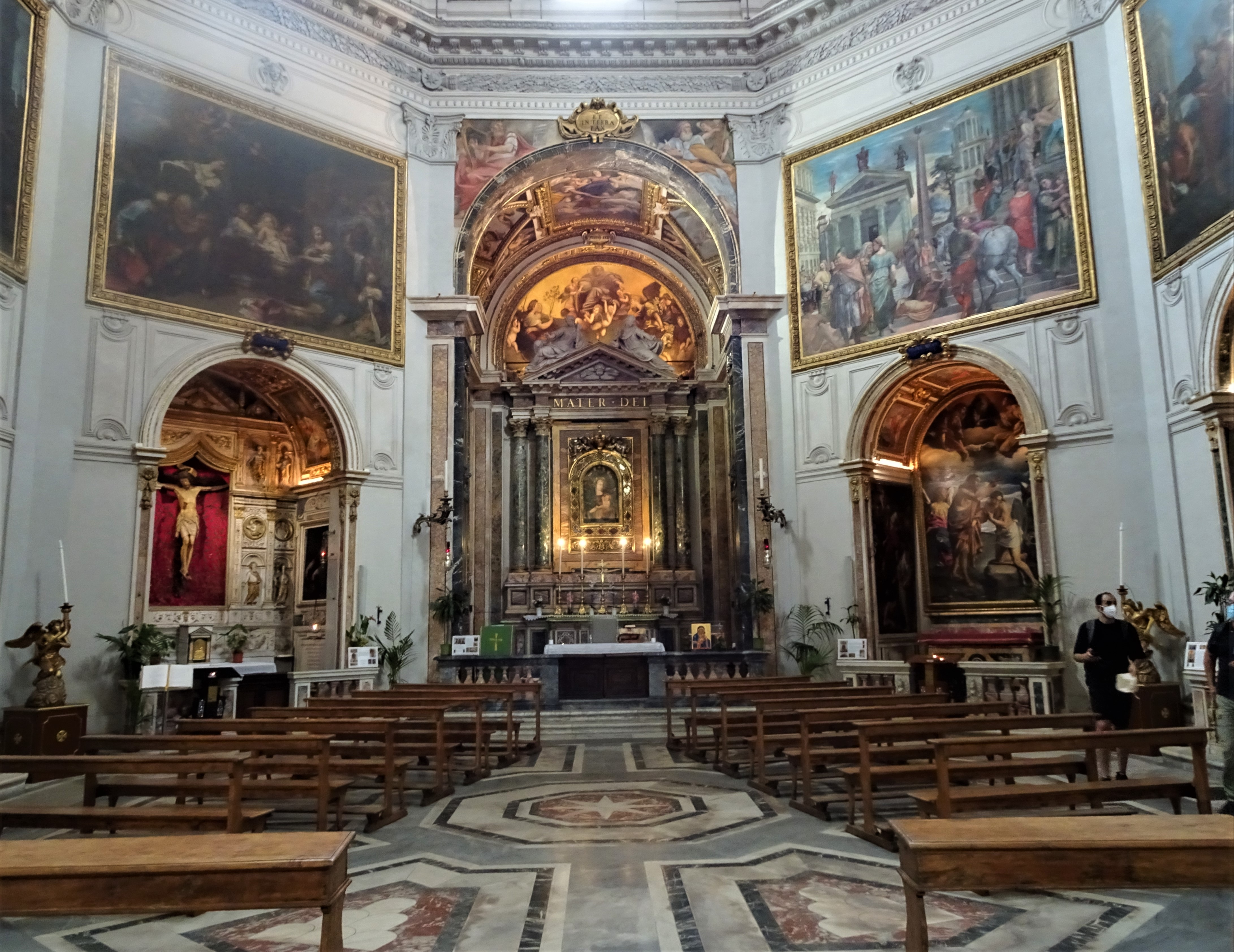
Centrale gedeelte van Santa Maria della Pace.
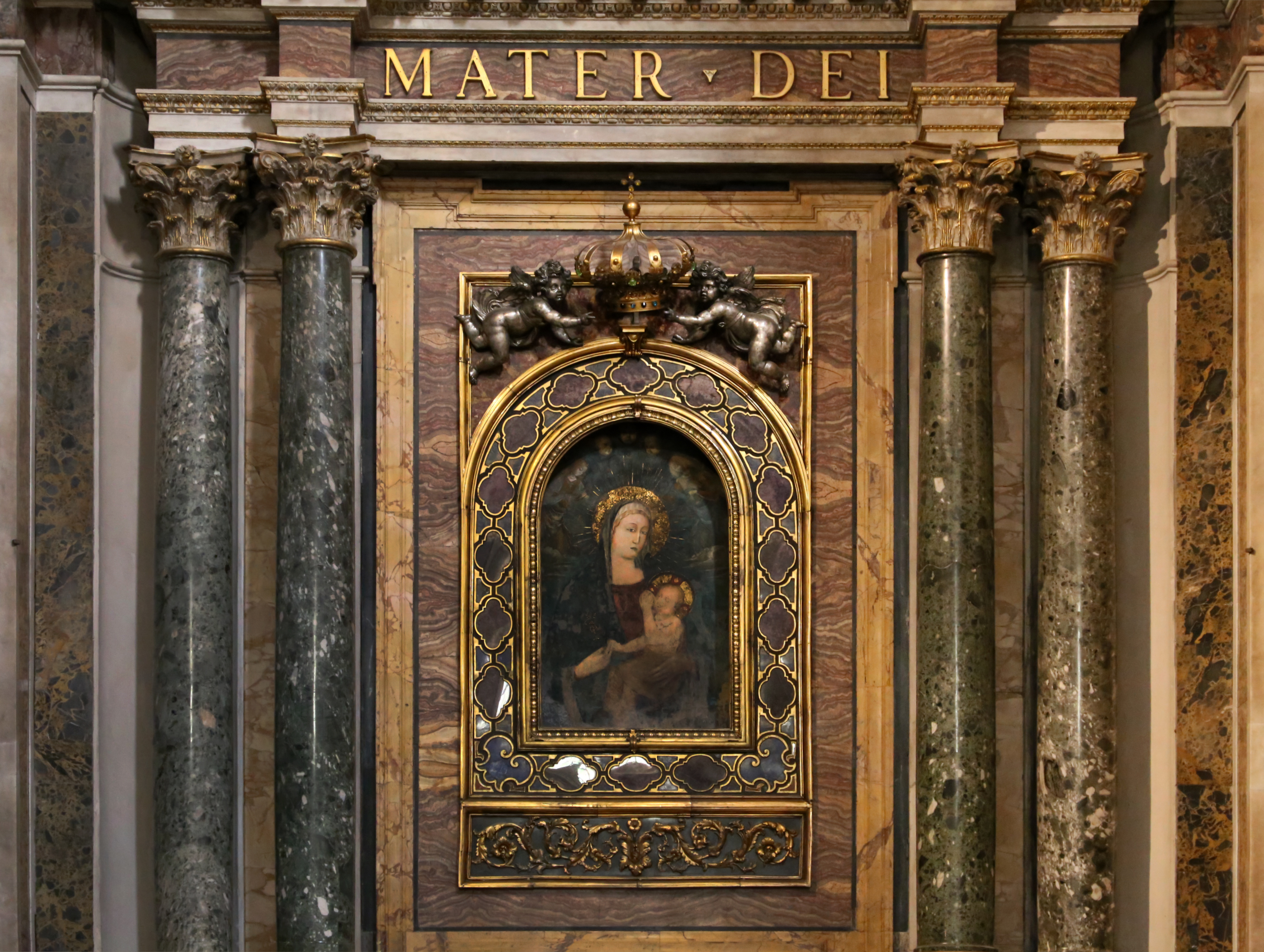
Madonna della Pace, 15de eeuw.
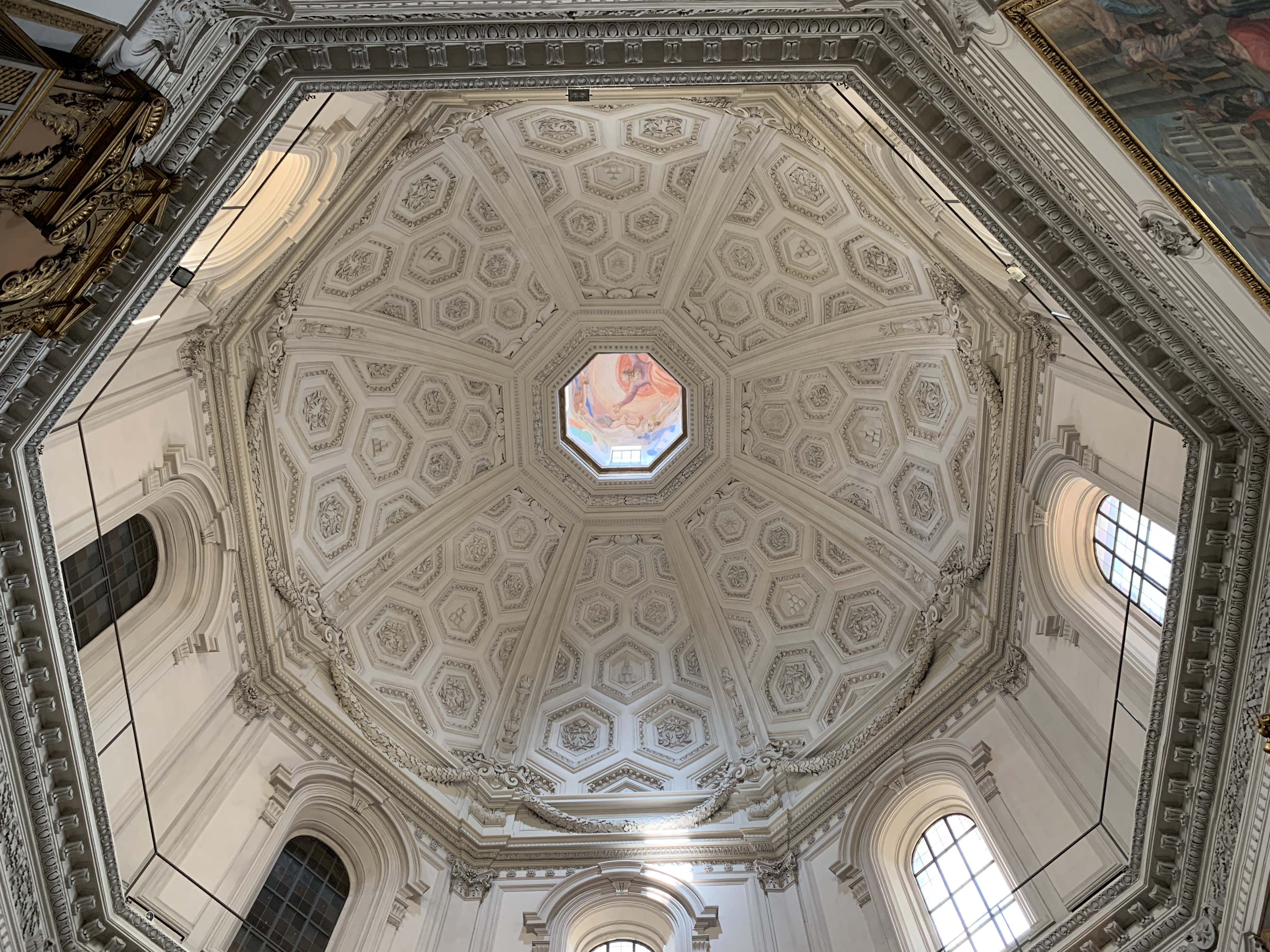
De koepel.
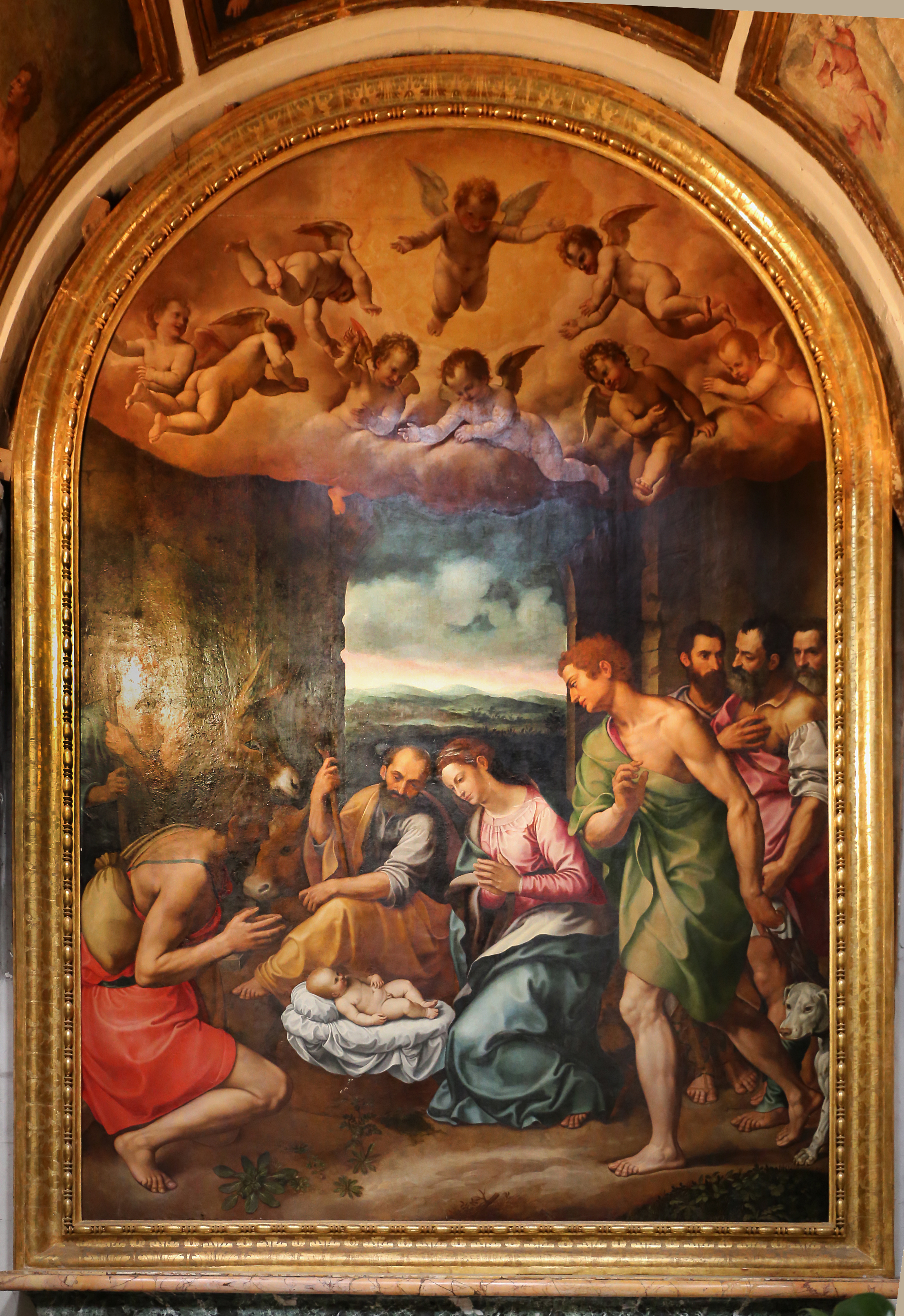
Girolamo Siciolante da Sermoneta: Aanbidding van de herders.
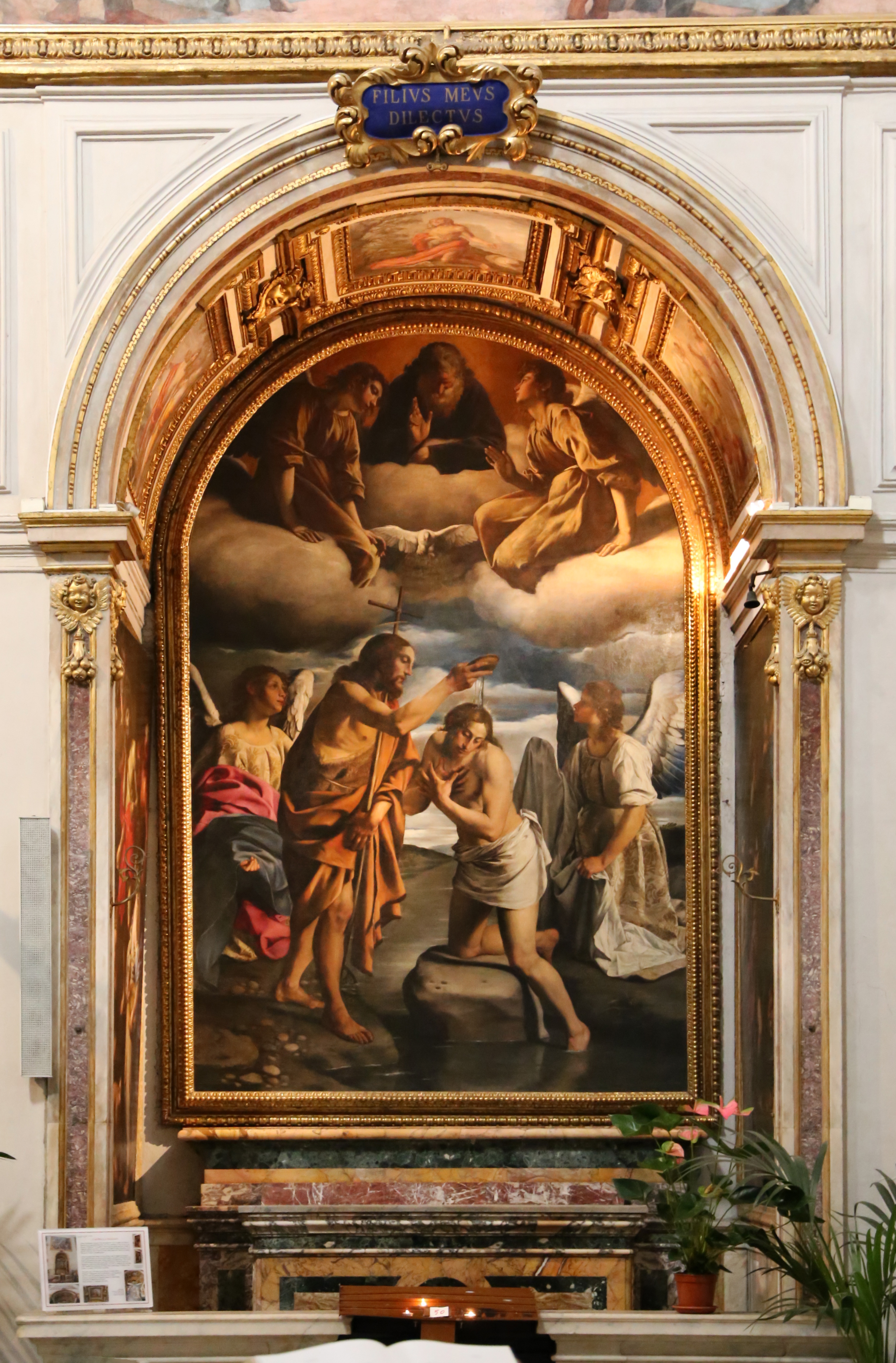
Olgiati-kapel: De doop van Christus, van Orazio Gentileschi.

Het centrale gedeelte van de kerk is achthoekig en is volledig overspannen door een koepel. Dit gedeelte is ontworpen door de genoemde Antonio da Sangallo de Jongere, en is versierd met stucwerk ontworpen door Pietro da Cortona.
Achteraan, tegenover het schip met de zijkapellen, ligt het hoofdaltaar dat is ontworpen door Carlo Maderno (1611). Hier bevindt zich het 15de-eeuwse schilderij "Madonna della Pace (Onze-Lieve-Vrouw van de Vrede) dat na een wonder zou aanleiding hebben gegeven tot de bouw van deze kerk. De allegorische figuren op het timpaan erboven zijn van Stefano Maderno, en stellen de Vrede en de Rechtvaardigheid voor.
Links en rechts van het hoofdaltaar zijn telkens 3 zijkapellen, waarin schilderijen van onder andere Carlo Maratta (de Visitatie), Baldassare Peruzzi (Opdracht in de tempel), Orazio Gentileschi (Doop van Christus) en Girolamo Siciolante da Sermoneta (Aanbidding door de herders). In de eerste kapel links van het hoofdaltaar hangt een houten kruis uit de 14de eeuw tegen een verguld marmeren altaarstuk van de school van Andrea Bregno.

## Titelkerk
De kerk is sinds 1587 titelkerk. Kardinaal-titularis is sinds 2001 de Chileen Francisco Javier Errázuriz Ossa.

## Klooster

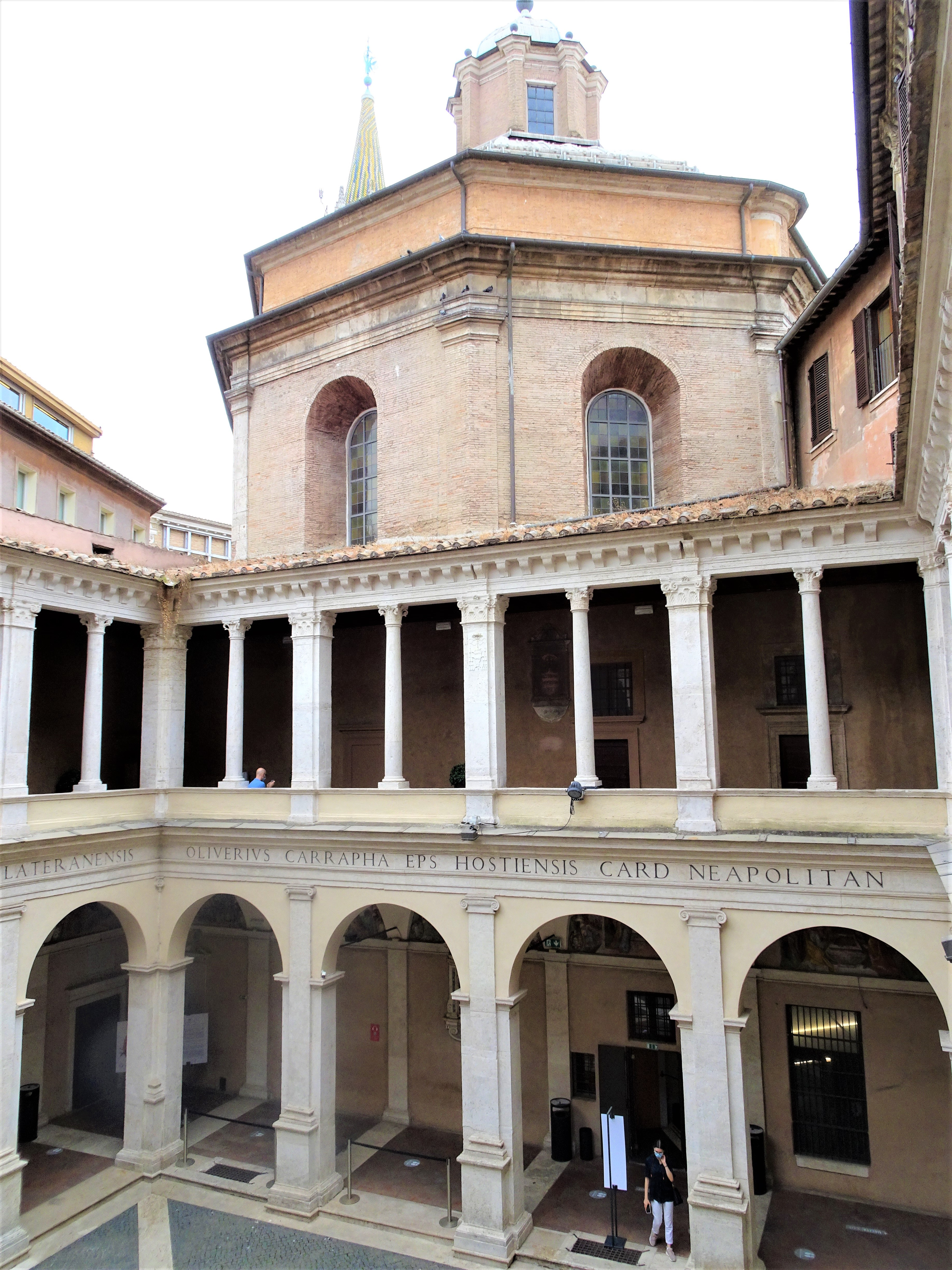
Chiostro del Bramante, en koepel van de Santa Maria della Pace.
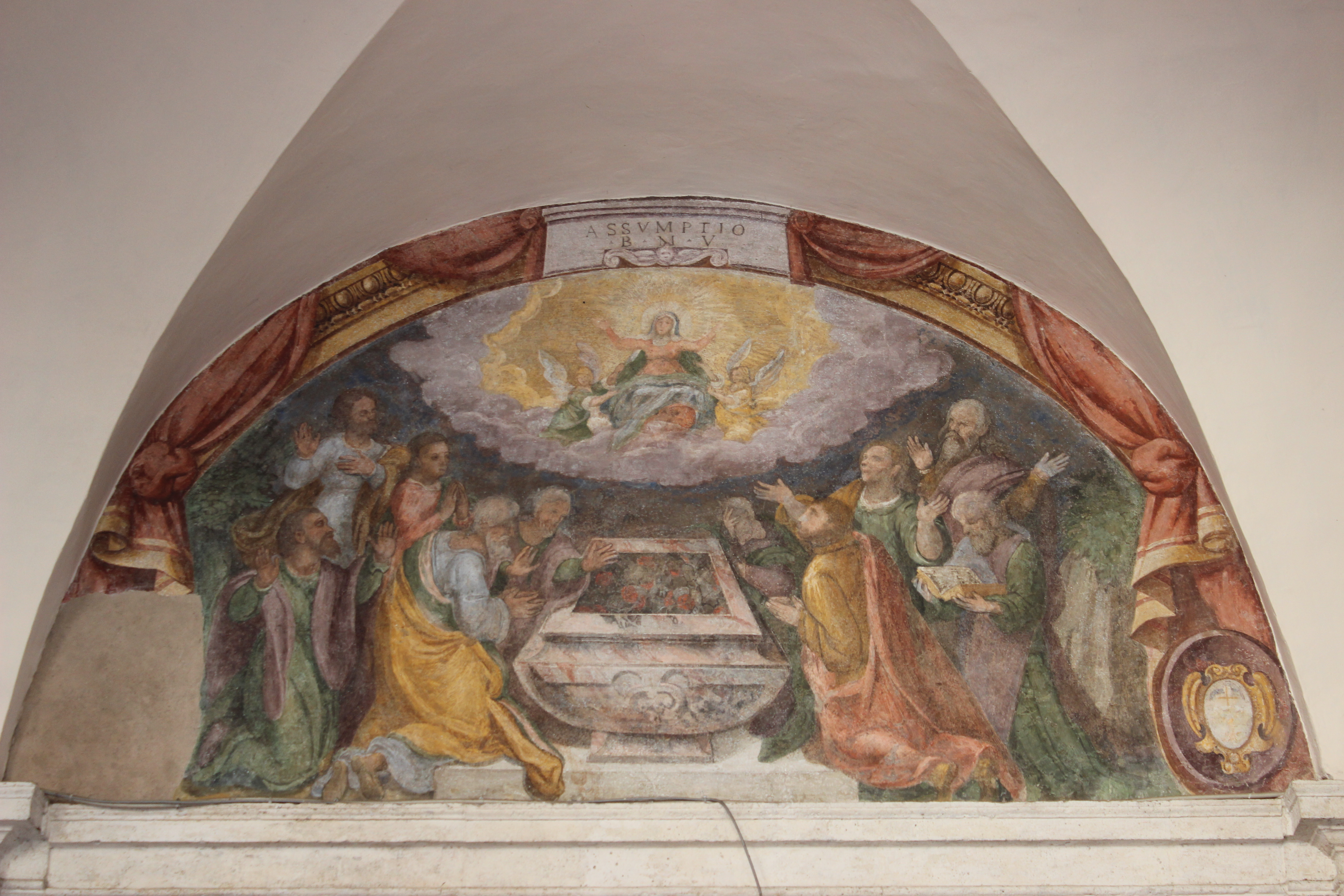
Tenhemelopneming van Maria.
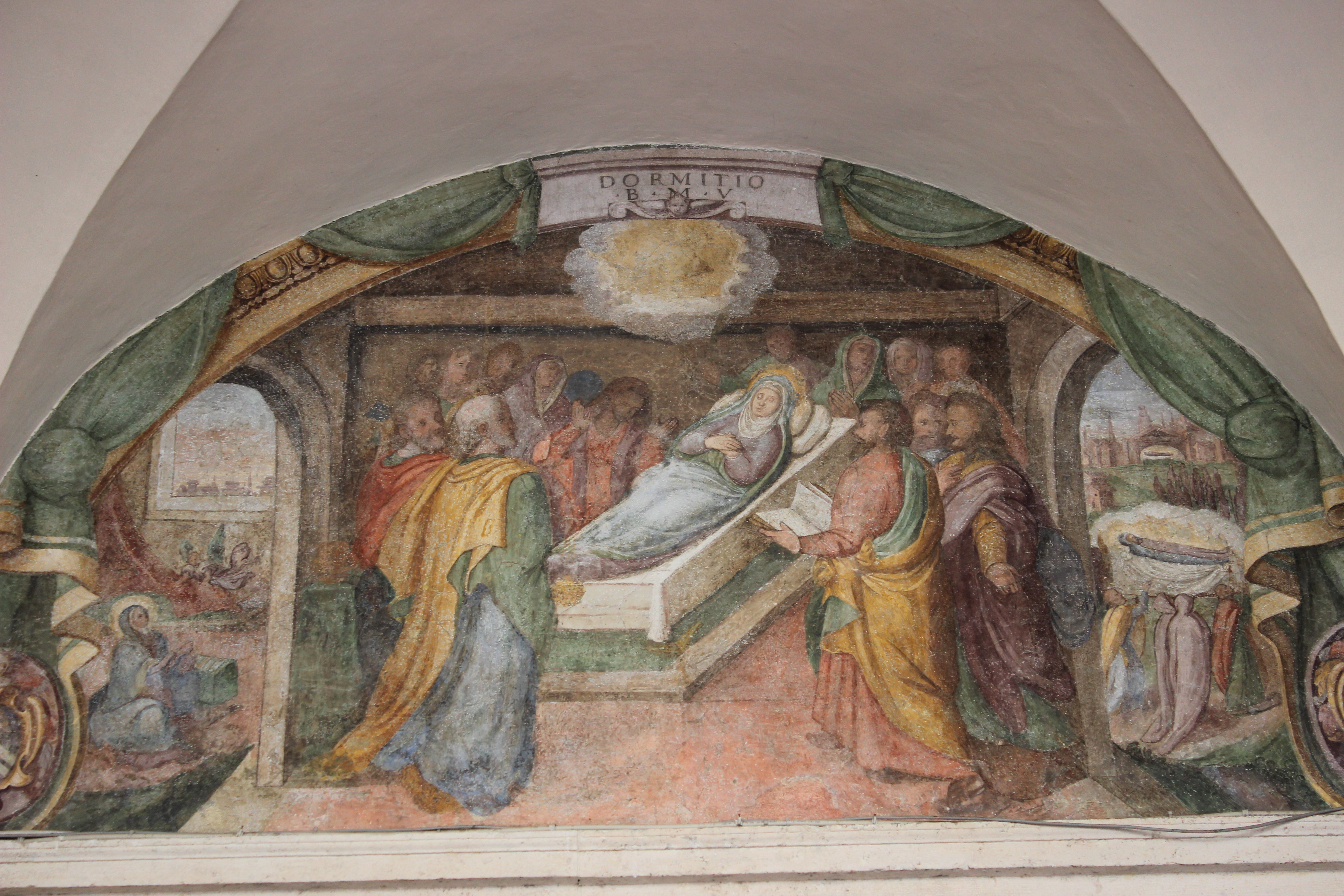
Dood van Maria.
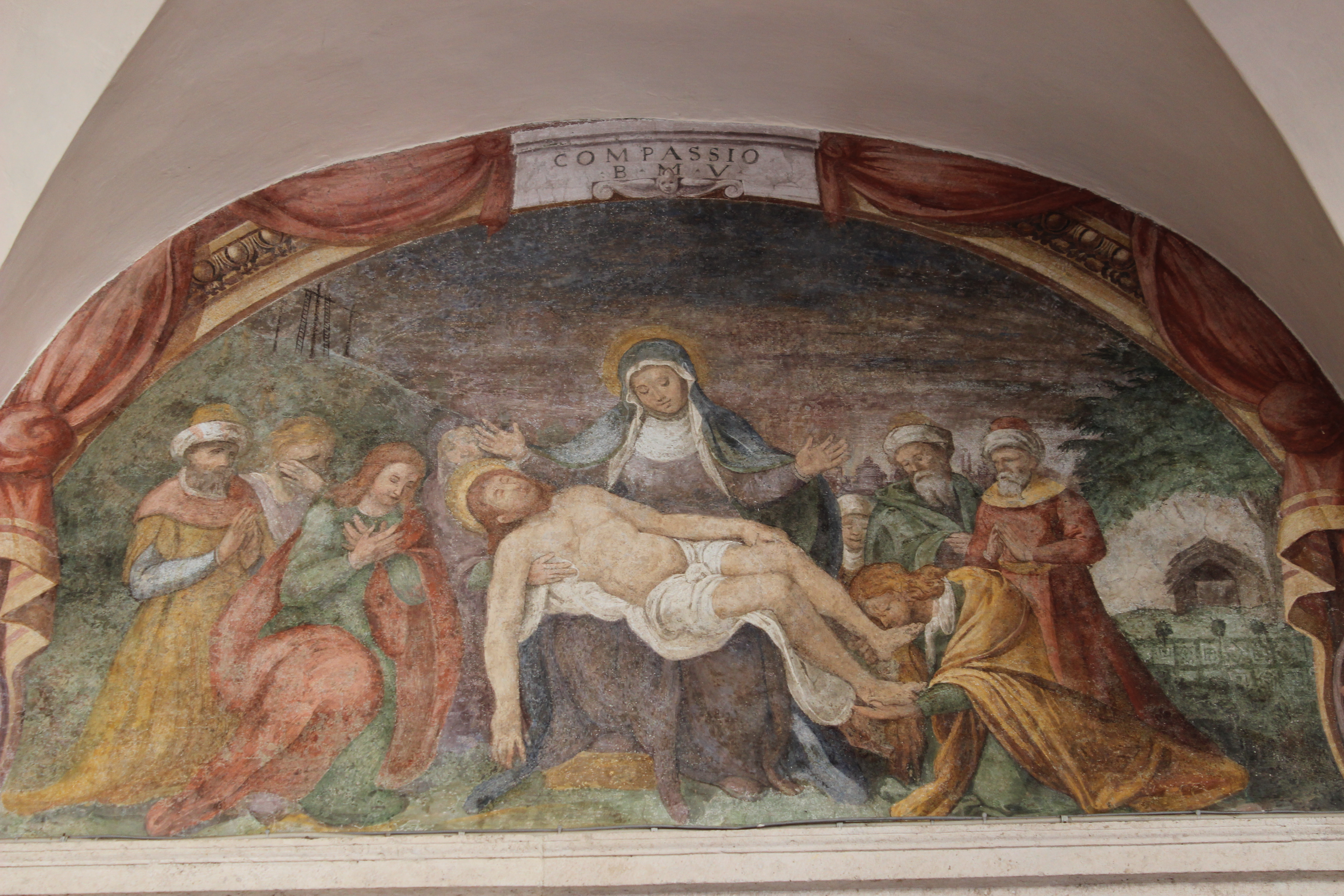
Pietà.
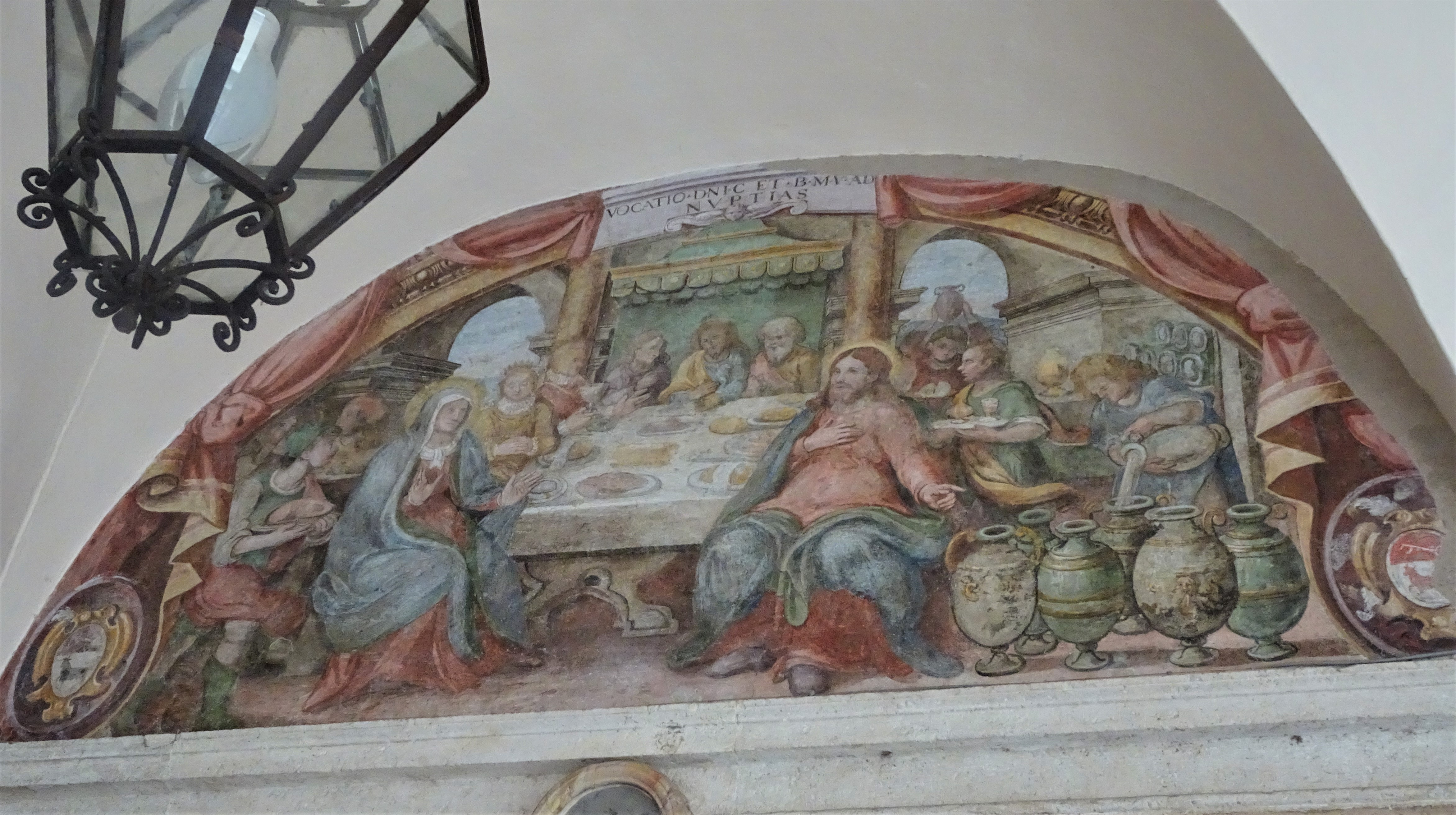
Bruiloft van Kana.
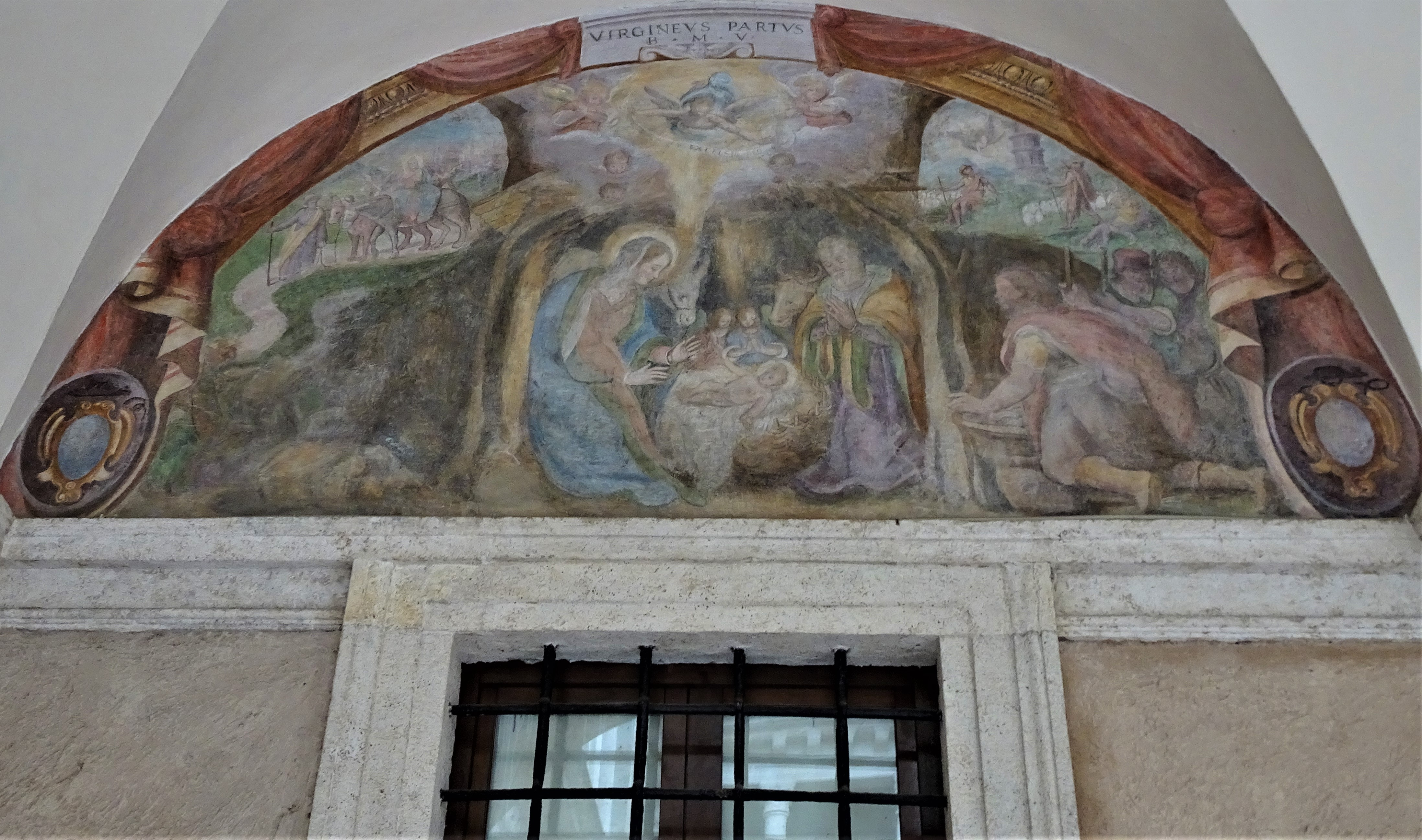
Kersttafereel, met de drie koningen en de herders.

De kerk en het klooster ernaast werden in 1487 toevertrouwd aan de reguliere kanunniken van Sint-Jan van Lateranen. De bouw van het huidige klooster is de eerste opdracht die Donato Bramante kreeg toevertrouwd in Rome (1500-1504) in opdracht van kardinaal Oliviero Carafa. Het bevat een sierlijke kloosterrondgang in zuivere renaissancestijl, Chiostro del Bramante genoemd. De rondgang is perfect vierkant en bestaat uit twee verdiepingen: de benedenverdieping is een portiek die steunt op 16 vierkante pilasters, 4 aan elke zijde, verbonden met rondbogen. De tekst op de architraaf daarboven verkondigt duidelijk dat Oliviero Carafa, bisschop van Ostia en kardinaal van Napels, dit klooster in 1504 heeft laten bouwen voor de reguliere kanunniken van de Congregatie van Lateranen. Tegen de buitenmuur van deze gelijkvloerse verdieping zijn de lunetten gedecoreerd met fresco's die Bijbelse taferelen voorstellen. In de loggia op de bovenverdieping staan de eveneens vierkante pilasters in het verlengde van die van de benedenverdieping, maar is de afstand gehalveerd door de tussengeplaatste slanke ronde zuilen.
De kloostergebouwen werden in 1997 gerestaureerd; ze zijn niet meer in gebruik als klooster maar als ontmoetings- en cultureel centrum. In de benedenzalen worden vaak kunsttentoonstellingen gehouden. Op de bovenverdieping is een cafetaria-bistrot.

## Geraadpleegde Informatie
- (it)  Touring club italiano. (1993). Roma. Il Touring club, Milano. ISBN 88-365-0508-2. p. 355-357.
- (it)  Willy Pocino. Le curiosità di Roma, p. 219. ISBN 978-88-541-1505-7. p. 219.
- (it)  website Chiostro del Bramante, geraadpleegd op 16 december 2021.
- (it)  webpagina S. Maria della Pace van Romasegreta, geraadpleegd op 16 december 2021.
- (it)  webpagina Santa Maria della Pace van info.roma.it, geraadpleegd op 16 december 2021.
- (it)  webpagina Convento e chiostro di Santa Maria della Pace van info.roma.it, geraadpleegd op 16 december 2021.

Sant'Agnese fuori le mura · 
Sant'Agnese in Agone · 
Sant'Agostino · 
Sant'Alberto Magno · 
Basilica di Santa Anastasia · 
Sant'Andrea al Quirinale · 
Sant'Andrea delle Fratte · 
Sant'Andrea della Valle · 
Sant'Andrea in Via Flaminia · 
Sant'Angela Merici · 
Santi Angeli Custodi a Città Giardino · 
Sant'Anselmo all'Aventino · 
Sant'Antonio da Padova all'Esquilino · 
Sant'Antonio da Padova in Via Tuscolana · 
Sant’Antonio di Padova a Circonvallazione Appia · 
Sant'Antonio in Campo Marzio · 
Sant'Apollinare alle Terme Neroniane-Alessandrine · 
Sant'Atanasio · 
Sant'Atanasio a Via Tiburtina · 
Santi Aquila e Priscilla · 
Santa Balbina · 
San Bernardo alle Terme · 
Santi Bonifacio e Alessio · 
San Callisto · 
San Camillo de Lellis · 
San Carlo ai Catinari · 
San Carlo al Corso · 
Basiliek van Santa Cecilia in Trastevere · 
San Cesareo in Palatio · 
Santa Chiara a Vigna Clara · 
San Clemente · 
San Corbiniano · 
Santi Cosma e Damiano in Via Sacra · 
San Crisogono · 
Santa Croce in Gerusalemme · 
Santa Croce in Via Flaminia · 
Sacro Cuore di Cristo Re · 
Sacro Cuore di Gesù · 
Sacro Cuore di Gesù agonizzante a Vitinia · 
Dio Padre Misericordioso · 
Santi XII Apostoli · 
San Domenico di Guzman · 
Santi Domenico e Sisto · 
Sant'Elena fuori Porta Prenestina · 
Sant'Eligio dei Ferrari · 
Sant'Emerenziana a Tor Fiorenza · 
Sant'Eugenio · 
Sant'Eusebio · 
Santi Fabiano e Venanzio a Villa Fiorelli · 
San Felice da Cantalice a Centocelle · 
Santa Francesca Romana · 
San Francesco a Ripa · 
San Francesco di Paola ai Monti · 
Friezenkerk · 
San Frumenzio ai Prati Fiscali · 
Il Gesù · 
Gesù Divino Lavoratore · 
San Giacomo in Augusta · 
San Gioacchino ai Prati di Castello · 
Santi Gioacchino e Anna al Tuscolano · 
San Giovanni a Porta Latina · 
San Giovanni Bosco in via Tuscolana · 
San Giovanni Crisostomo a Monte Sacro Alto · 
San Giovanni dei Fiorentini · 
Santi Giovanni e Paolo · 
Santi Giovanni Evangelista e Petronio · 
San Giovanni Maria Vianney · 
San Girolamo dei Croati · 
San Giuliano Martire · 
San Giustino · 
Gran Madre di Dio · 
San Gregorio Magno al Celio · 
San Gregorio Magno alla Magliana Nuova · 
San Gregorio VII · 
Sant'Ignazio · 
Sint-Jan van Lateranen · 
Sint-Juliaan-der-Vlamingen · 
San Leonardo da Porto Maurizio · 
San Leone I · 
San Liborio · 
San Lorenzo in Damaso ·  
San Lorenzo in Lucina · 
San Lorenzo in Panisperna · 
San Luca a Via Prenestina · 
San Luigi dei Francesi · 
Santuario della Madonna del Divino Amore · 
Madonna dell'Archetto - 
Santi Marcellino e Pietro · 
San Marcello al Corso · 
San Marco · 
Santa Maria ai Monti · 
Santa Maria Ausiliatrice in Via Tuscolana · 
Santa Maria Consolatrice al Tiburtino · 
Santa Maria degli Angeli e dei Martiri · 
Santa Maria dei Miracoli en Santa Maria in Montesanto · 
Santa Maria dell'Anima · 
Santa Maria della Pace · 
Santa Maria della Salute a Primavalle · 
Santa Maria della Scala · 
Santa Maria della Vittoria · 
Santa Maria delle Grazie a Via Trionfale · 
Santa Maria del Popolo · 
Santa Maria del Suffragio · 
Santa Maria di Monserrato · 
Santa Maria Domenica Mazzarello · 
Santa Maria Goretti · 
Santa Maria Immacolata a Grottarossa · 
Santa Maria in Aquiro · 
Santa Maria in Aracoeli · 
Santa Maria in Campitelli · 
Santa Maria in Cappella · 
Santa Maria in Domnica · 
Santa Maria in Transpontina · 
Santa Maria in Trastevere · 
Santa Maria in Trivio · 
Santa Maria in Vallicella · 
Santa Maria in Via · 
Santa Maria in Via Lata · 
Santa Maria Liberatrice a Monte Testaccio · 
Santa Maria Madre della Providenza a Monte Verde · 
Santa Maria Madre del Redentore a Tor Bella Monaca · 
Basiliek van Santa Maria Maggiore · 
Santa Maria Regina degli Apostoli alla Montagnola · 
Santa Maria Regina Mundi a Torre Spaccata · 
Santa Maria sopra Minerva · 
Santa Beata Maria Vergine Addolorata a piazza Buenos Aires · 
San Martino ai Monti · 
Natività di Nostro Signore Gesù Cristo a Via Gallia · 
Santi Nereo e Achilleo · 
San Nicola in Carcere · 
Santissimo Nome di Maria al Foro Traiano · 
Nostra Signora del Sacro Cuore · 
Ognissanti in Via Appia Nuova · 
Sant'Onofrio · 
Sint-Pancratiusbasiliek · 
Pantheon (Rome) · 
San Patrizio ·
Sint-Anna in Lateranen ·
Sint-Paulus buiten de Muren · 
Sint-Pietersbasiliek · 
Santi Pietro e Paolo a Via Ostiense · 
San Pietro in Montorio · 
San Pietro in Vincoli · 
Santa Prassede · 
Preziosissimo Sangue di Nostro Signore Gesù Cristo · 
Santa Prisca · 
Santa Pudenziana · 
Santi Quattro Coronati · 
Santi Quirico e Giulitta · 
Santissimo Redentore e Sant'Alfonso in Via Merulana · 
Santa Sabina · 
San Salvatore in Lauro · 
Sint-Sebastiaan buiten de Muren · 
San Silvestro in Capite · 
Santi Simone e Giuda Taddeo a Torre Angela · 
Sixtijnse Kapel · 
Santa Sofia a Via Boccea · 
Santa Susanna · 
Tempietto van San Pietro in Montorio · 
Santa Teresa al Corso d’Italia · 
Trinità dei Monti · 
Sant’Ugo · 
Beata Vergine Maria del Monte Carmelo a Mostacciano · 
Basilica di San Vitale